# Ernesto Sande
Ernesto A. Sande (... – 13 maggio 1968) è stato un calciatore argentino, di ruolo centrocampista.

## Caratteristiche tecniche
Giocava come centromediano.